# タウアーン線
タウアーン線（ドイツ語;Tauernbahn）は、オーストリア国鉄の鉄道路線の名称である。路線番号は220。ドイツ・ザルツブルクとフィラハ・クラーゲンフルトを結ぶ路線と機能している。

## 運行形態

### 寝台特急「ナイトジェット(NJ)」
下記2系統が、それぞれ一日1往復ずつ運行されている。
- ウィーン/シュツットガルト - シュヴァルツァハ - シュピッタル - ヴェネツィア
シュヴァルツァハ以北は200号線、シュピッタル以南は601号線に直通する。シュヴァルツァハを通過する。
2017年以前は、ユーロナイト(EN)として運行していた。ナイトジェット車両が適用されたのは2016年末。2022年度に限りシュヴァーツァハに停車していた。2022年度以前は、ザグレブ/リイェカ方面のユーロナイト(EN)と併結していた。

- ミュンヘン - シュヴァルツァハ - シュピッタル - ラスペツィア/ローマ
シュヴァルツァハ以北は200号線、シュピッタル以南は601号線に直通する。シュヴァーツァハに停車する。
2016年末に運行を開始した。

### 寝台特急「ユーロナイト(EN)」
下記1系統が、一日1往復運行している。
- チューリヒ/シュツットガルト - シュヴァルツァハ - シュピッタル - ザグレブ/リイェカ
シュヴァルツァハ以北は200号線に直通するが、スイス方面の車両は南方へ、ドイツ方面の車両は北方へ乗り入れる。シュピッタル以南は601号線に直通する。アルプスを越えるあたりで多くの駅に停車する。
過去の運行形態
かつては、ドイツ発着便とスイス発着便が、併結せずに運行していた。スイス発着便は、ベオグラード発着車両を併結していた。ドイツ発着便は、上記ヴェネツィア発着の列車（現在のナイトジェット）に併結されていて、220号線内全ての駅を通過していた。
2016年末に、スイス発着便のベオグラード発着車両のみシュヴァルツァハ折り返しとなった。
2018年度より、スイス発着便がベオグラード発着車両を併結しなくなった。
2020年秋 - 2021年春にかけて、スイス発着便・ドイツ発着便とも運行を休止していた。
2022年度より、ドイツ発着便がシュヴァーツァハ停車となった。
2023年度より、両系統がシュヴァーツァハ以南で併結する様になった。停車駅は、スイス発着便のものが適用された。ドイツ発着便の、ナイトジェット(NJ)との併結は解除された。

### 特急「レイルジェット(RJ)」
- ウィーン/ミュンヘン - シュヴァルツァハ - シュピッタル - クラーゲンフルト
一日3往復の運行。追加でザルツブルク - マルニッツ間に、日曜日に南行1本、月-木曜日1往復、金曜日に北行1本が運行される。マルニッツ以北は各駅に停車する。シュヴァルツァハ以北は200号線、シュピッタル以南は601号線に直通する。
過去の運行形態
2016年以前は、ウィーン発着の列車がインターシティ(IC)、ミュンヘン発着の列車がユーロシティ(EC)として、全線通しのみ、合計一日4往復運行していた。
2016年末にレイルジェットに種別変更された。
2019年末に一日3往復に減便された。
2023年度より、マルニッツ以北の区間運転便が追加された。

### 特急「ユーロシティ(EC)」
- ルール地方/フランクフルト - シュヴァルツァハ - シュピッタル - クラーゲンフルト
一日2.5往復の運行。上記レイルジェットと合わせて2時間に1本の運行となる。さらに、冬季の土曜日には1往復が増発される。マルニッツ以北は各駅に停車する。シュヴァルツァハ以北は200号線、シュピッタル以南は601号線に直通する。
過去の運行形態
2016年以前は、レイルジェット(RJ)の一部もこの種別で運行しており、一日3.5往復の運行であった。
2017年度より、1往復がレイルジェット(rj)に変更され、一日2.5往復に減便となった。
2024年度より、冬季の土曜日に限り一日1往復が増発される様になった。また、2023年12月から2024年7月にかけて、うち1.5往復がインターシティ・エクスプレス(ICE)の種別で運行していて、ドルフガシュタインとバト・ガシュタインを通過していた。

### 特急「シュネルツーク(D)」
- ザルツブルク - シュヴァルツァハ - マルニッツ　【土曜を除く毎日運行】
一日1往復の運行だが、土曜は運休し、金曜は北行のみ、日曜は南行のみの運行となる。
2024年度より運行を開始した。

### 特急「インターシティ(IC)」
- ザルツブルク - シュヴァルツァハ - クラーゲンフルト
一日3.5往復の運行で、レイルジェット・ユーロシティと合わせて2時間に1本の運行となる。マルニッツ以北は各駅に停車する。シュヴァルツァハ以北は200号線、シュピッタル以南は601号線に直通する。
過去の運行形態
2015年以前は、レイルジェット(RJ)の一部もこの種別で運行しており、一日4往復の運行であった。これとは別に、バート・ガシュタイン（北行はベクシュタイン） - ザルツブルク方面に平日限定で快速が一日1往復運行していた。
2016年3月に、1往復の快速が上下ともバート・ガシュタイン発着となった。
2016年末から一日1往復の運行となった。残り3往復はレイルジェット(rj)に種別変更となった。
2019年度より、シュネルツーク(D)の種別で北行一日1本が運行を開始した。
2019年末に2往復に増発された。
2020年末に、バート・ガシュタイン発着の快速がクラーゲンフルト延伸・週6日運行に変更の上特急に格上げされ、3往復の運行となった。
2024年度より、シュネルツーク(D)がインターシティ・エクスプレス(ICE)に種別変更となり、バト・ガシュタインとドルフガシュタインは通過となった。2024年7月の改正で、インターシティ(IC)にさらに種別変更となり、停車駅も元通りマルニッツ以北各駅停車となった。

### 快速「レギオナルエクスプレス(REX)」
- シュヴァーツァハ → マルニッツ　【夏季運行】
- マルニッツ → シュピッタル → フィラハ　【夏季運行】
- フィラハ → シュピッタル → シュヴァーツァハ 　【夏季運行】
季節限定で、一日1往復の運行。シュピッタル以南は601号線に直通する。北行に限り、普通(R)として運行するが、シュピッタル - マルニッツ間はノンストップ。
過去の運行形態
2020年に、マルニッツ - フィラハ間で運行を開始した。2020年度は一日2往復の運行であった。
2021年度より、一日1往復の運行となった。
2023年度より、北行に限り普通(R)として運行する様になった。
2024年度より、普通(R)が再び快速に格上げとなった他、運行区間がシュヴァーツァハまで延伸された。また、シュヴァーツァハ → マルニッツの列車も運行を開始した。

### 普通「カートレイン(ASTB)」
ベクシュタイン～マルニッツ間に、1時間に1本の運行。

### 普通(R)
- マルニッツ - シュピッタル　【平日・土曜運行】
一日2往復の運行（土曜日は一日1往復の運行）。うち早朝の片道1本のみ、フィラハ→マルニッツの系統で運行され、601号線から直通する。
2019年以前は、オーバーファルケンシュタインとペンクにも停車していた。

## 駅一覧
- 種別
  - EN：寝台特急「ユーロナイト」
  - EC：特急「ユーロシティ」
  - IC：特急「インターシティ」
  - REX：快速「レギオナルエクスプレス」
  - AS：普通「カートレイン」
  - R：普通「レギオナルツーク」
- 停車駅
  - ■印：全列車停車
  - ●印：一部通過
  - ☆印：半数停車
  - ○印：一部停車
  - ｜印：全列車通過

| 路線名 | 駅名                                        | 駅間営業キロ | 累計営業キロ | NJ | EN | RJ | EC | D  | IC | REX | AS | R  | 接続路線                                                   | 所在地         | 所在地                               |
| ------ | ------------------------------------------- | ------------ | ------------ | -- | -- | -- | -- | -- | -- | --- | -- | -- | ---------------------------------------------------------- | -------------- | ------------------------------------ |
| 220    | シュヴァルツァハ・ザンクト・ファイト駅      | -            | 0.0          | ●  | ■  | ■  | ■  | ■  | ■  | ■   |    |    | 200号線（ヴェアグル方面、ザルツブルク方面）                | ザルツブルク州 | ザンクト・ヨーハン・イム・ポンガウ郡 |
| 220    | ドルフガシュタイン駅                        | 14.3         | 14.3         | ｜ | ｜ | ■  | ■  | ■  | ■  | ■   |    |    |                                                            | ザルツブルク州 | ザンクト・ヨーハン・イム・ポンガウ郡 |
| 220    | バト・ホフガシュタイン駅                    | 5.0          | 19.3         | ｜ | ■  | ■  | ■  | ■  | ■  | ｜  |    |    |                                                            | ザルツブルク州 | ザンクト・ヨーハン・イム・ポンガウ郡 |
| 220    | バト・ガシュタイン駅                        | 10.8         | 30.1         | ｜ | ■  | ■  | ■  | ■  | ■  | ■   |    |    |                                                            | ザルツブルク州 | ザンクト・ヨーハン・イム・ポンガウ郡 |
| 220    | ベクシュタイン駅                            | 4.1          | 34.2         | ｜ | ｜ | ｜ | ｜ | ｜ | ｜ | ｜  | ■  |    |                                                            | ザルツブルク州 | ザンクト・ヨーハン・イム・ポンガウ郡 |
| 220    | マルニッツ・オーバーフェラハ駅              | 11.7         | 45.9         | ｜ | ■  | ■  | ■  | ■  | ■  | ■   | ■  | ■  |                                                            | ケルンテン州   | シュピッタル・アン・デア・ドラウ郡   |
| 220    | オーバーファルケンシュタイン駅（休止中 *1） |              | (55.8)       | ｜ | ｜ | ｜ | ｜ |    | ｜ | ｜  |    | ｜ |                                                            | ケルンテン州   | シュピッタル・アン・デア・ドラウ郡   |
| 220    | ペンク駅（休止中 *1）                       |              | (58.4)       | ｜ | ｜ | ｜ | ｜ |    | ｜ | ｜  |    | ｜ |                                                            | ケルンテン州   | シュピッタル・アン・デア・ドラウ郡   |
| 220    | コルブニッツ駅                              | 18.9         | 64.8         | ｜ | ｜ | ｜ | ｜ |    | ｜ | ｜  |    | ■  |                                                            | ケルンテン州   | シュピッタル・アン・デア・ドラウ郡   |
| 220    | ミュールドルフ・メルブリュッケ駅            | 4.6          | 69.4         | ｜ | ｜ | ｜ | ｜ |    | ｜ | ｜  |    | ■  |                                                            | ケルンテン州   | シュピッタル・アン・デア・ドラウ郡   |
| 220    | プーザーニッツ駅                            | 3.5          | 72.9         | ｜ | ｜ | ｜ | ｜ |    | ｜ | ｜  |    | ■  |                                                            | ケルンテン州   | シュピッタル・アン・デア・ドラウ郡   |
| 220    | シュピッタル・ミルシュテッターゼー駅        | 8.0          | 80.9         | ｜ | ■  | ■  | ■  |    | ■  | ■   |    | ■  | 223号線（リーエンツ方面）、601号線（クラーゲンフルト方面） | ケルンテン州   | シュピッタル・アン・デア・ドラウ郡   |